# John Ward, 1:e earl av Dudley
John William Ward, 4:e viscount Dudley och Ward, sedermera 1:e earl av Dudley, född den 9 augusti 1781, död den 5 maj 1833, var en engelsk politiker, son till William Ward, 3:e viscount Dudley och Ward.
Dudley blev 1802 underhusledamot, ärvde 1823 sin fars viscounttitel och blev av sin intime ungdomsvän Canning satt till utrikesminister i dennes ministär (april 1827). Han behöll denna post under Goderich och sedan under Wellington till maj 1828, då han avgick tillsammans med Huskisson och de övriga "canningiterna". Som utrikesminister ansågs han synnerligen osjälvständig.